# Boris Nowikow

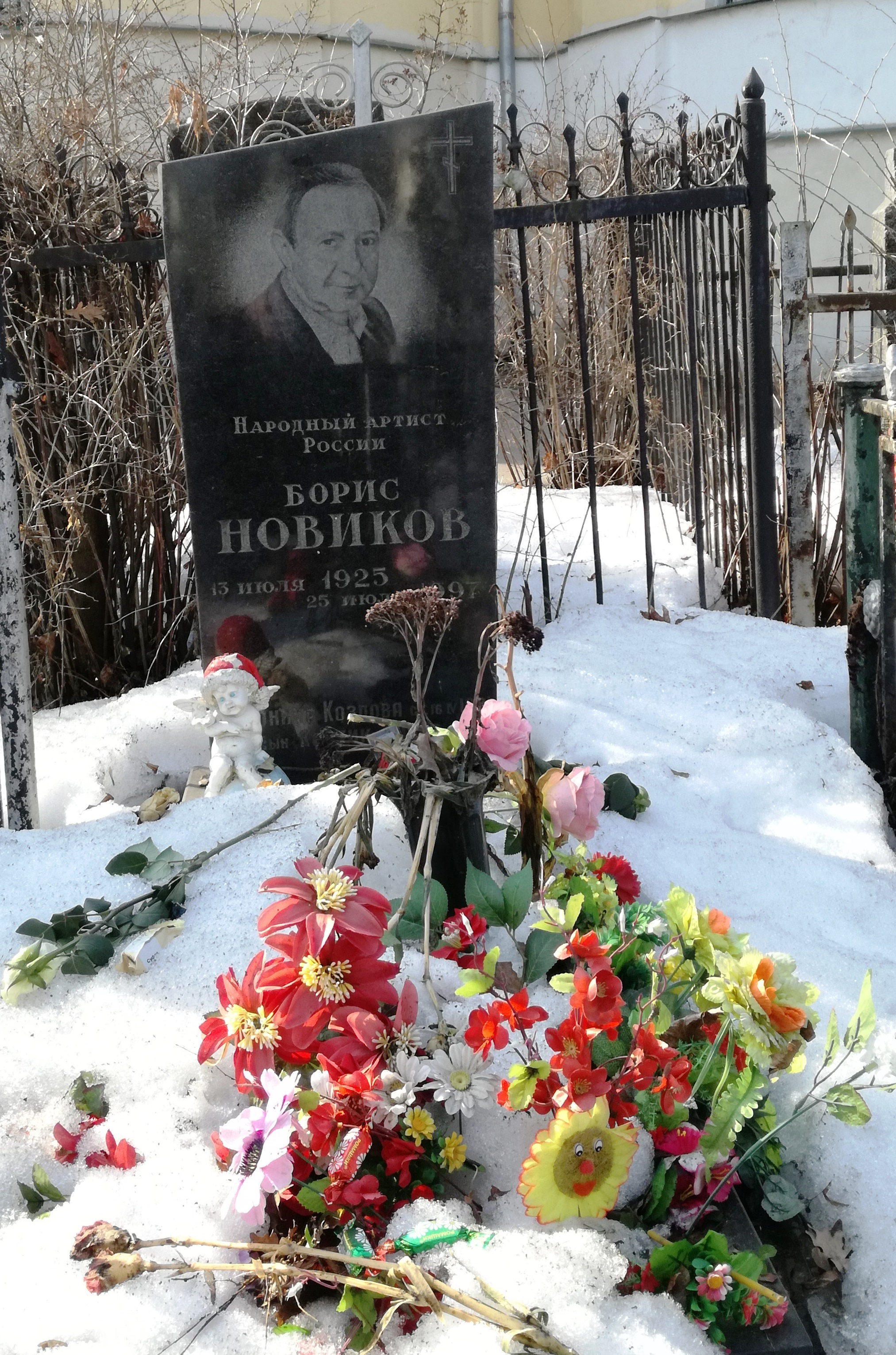
Grób Borisa Nowikowa na Cmentarzu Daniłowskim w Moskwie

Boris Kuźmicz Nowikow (ros. Бори́с Кузьми́ч Но́виков; ur. 1925, zm. 1997 w Moskwie) – radziecki aktor filmowy, teatralny i głosowy. Zasłużony Artysta RFSRR (1961). Pochowany na Cmentarzu Daniłowski w Moskwie.

## Wybrana filmografia

### Role głosowe
- 1973: Piotruś i Reks jako milicjant
- 1978: Troje z Prostokwaszyna jako listonosz Piecuś
- 1980: Wakacje w Prostokwaszynie jako listonosz Piecuś
- 1981: Bezdomne duszki
- 1984: Zima w Prostokwaszynie jako listonosz Piecuś
- 1984: Książę i łabędź
- 1988: Łatwowierny smok jako pies

### Role filmowe
- 1958: Cichy Don jako Mitka Korszunow
- 1958: W ruinach starego pałacu[2]